# アッサン語
アッサン語 (ロシア語: Ассанский язык)とは、エニセイ語族の死語で19世紀に消滅した。同語族のコット語と非常に似ている。